# Opaque Lucidity
Opaque Lucidity ist eine 2007 gegründete Dark-Ambient- und Funeral-Doom-Band.

## Geschichte
Musiker von Aglaomorpha und Risus Sardonicus aus Stary Oskol gründeten Opaque Lucidity 2007. Das selbstbetitelte Debüt erschien im folgenden Jahr über BadMoodMan Music. Die internationale Resonanz zeigte sich überwiegend negativ bis durchschnittlich. Positiv beurteilt wurde das Album kaum. Ein Jahr später veröffentlichte Opaque Lucidity ein kaum beachtetes Kollaborations-Album mit Aglaomorpha über Wroth Emitter. Weitere Veröffentlichungen blieben seither aus. Beide Veröffentlichungen wurden in für Doom-Metal.com verfassten Rezensionen positiv beurteilt. Shawn Pelata lobte das Debüt und Bertrand Marchal das Kollaborations-Album. Wohingegen das Gros der internationalen Kritiken schlecht ausfiel.

„This is desolate. This is black. This is darkness.“

„Das ist Trostlos. Das ist Schwarz. Das ist Dunkelheit.“

„Wenn es ein schlechter Witz sein soll, ist er verdammt gut gelungen.“

## Stil
Die von Opaque Lucidity gespielte Musik gilt als minimalistischer und dissonanter Crossover zwischen Funeral Doom und Dark Ambient. Das Webzine Doom-Metal.com verweist gleichermaßen auf Until Death Overtakes Me und Absolute Misery, einem Nebenprojekt von Matt Zuchowski von Funerary Dirge, sowie auf Trollmann av Ildtoppberg zum einordnenden Vergleich. Die Musik arrangiere spärliche Synthesizer-Passagen, in den Hintergrund gemischte minimalistische Gitarrenakkorde bis hin zu „kraftvoll intensivem Death-Doom-Riffing“ und ein als jenseitig beschriebenes Growling.

## Diskografie
- 2008: Opaque Lucidity (Album, BadMoodMan Music)
- 2009: Fragments (Kollaborations-Album mit Aglaomorpha, Wroth Emitter)